# Кар'єра Нікося Дизми
Кар'єра Нікося Дизми (пол. Kariera Nikosia Dyzmy) — польський художній фільм, комедія 2002 року режисера Яцека Бромського. У головній ролі — Цезарій Пазура.
Ім'я героя Нікодем Дизма взято з книжки «Кар'єра Нікодема Дизми» Тадеуша Доленґи-Мостовича (екранізована 1956 як «Нікодем Дизма»).

## Сюжет
Нікось — простий гробар, життя якого неочікувано перевертається зовсім випадково. Під час одного з похоронів він отримує запрошення на важливий захід, де своїм несподіваним коментарем привертає увагу політиків. Все завдяки тому, що у властивий собі спосіб прокоментував поведінку віцепрем'єра. Нікось раптово набуває шанобливого статусу та перетворюється з невідомого гробаря на відомого політика, рятує ситуацію на польському цукровому ринку й досягає вершин польської політики. Фільм розповідає про те, як зовсім випадково доля й вигідні знайомства можуть змінити чиєсь життя.

### Акторський склад
- Цезарій Пазура — Нікось Дизма
- Анна Пшибильська — жінка міністра Ядзя Яшунська
- Єва Каспшик — сенатор Анна Валевська
- Анджей Грабовський — Роман Килинський, підприємець
- Криштоф Ґлобич (Krzysztof Globisz) — Яшунський, аграрний міністр
- Ольгерд Лукашевич (Olgierd Łukaszewicz) — прем'єр
- Лев Ривін — віцепрем'єр Терковскі
- Влодзимеж Прес (Włodzimierz Press) — Ґрадковський, коаліційний політик
- Миколай Грабовський (Mikołaj Grabowski) — Ґрачик
- Криштоф Печинський (Krzysztof Pieczyński) — Кропель
- Лукаш Левандовський — Клеменс Поразинський, асистент Нікося
- Анджей Заборський (Andrzej Zaborski) — Ян Влодечек, грабар
- Томаш Саприк (Tomasz Sapryk) — Немравий, грабар
- Катажина Фіґура — медсестра
- Данута Рінн — Франя, домогосподиня Нікося
- Криштоф Ковалевський (Krzysztof Kowalewski) — Боревич, офіцер спеціальних служб
- Марек Цихуцький (Marek Cichucki) — Казьо, водій Нікося
- Ян Юревич — керівник похоронного бюро
- Даріуш Юзичин (Dariusz Juzyszyn) — «Брат Великий»
- Анджей Печинський (Andrzej Pieczyński) — «Брат Малий»
- Катажина Паскуда (Katarzyna Paskuda) — дружина політика
- Александра Кисьо (Aleksandra Kisio) — дружина політика
- Ігнацій Левандовський (Ignacy Lewandowski) — сенатор
- Еміліан Камінський Emilian Kamiński) — Трендоватий
- Пйотр Адамчик (Piotr Adamczyk — репетитор з англійської мови
- Наталія Валяровська (Natalia Walarowska) — журналістка
- Камил Дурчок (Kamil Durczok) — журналіст
- Магдалена Михаляк (Magdalena Michalak) — журналістка
- Олександер Беднаж (Aleksander Bednarz) — начальник, що розв'язав проблему з відшкодування ПДВ
- Цезарій Косинський (Cezary Kosiński) — інструктор з керування